# Kenrick Georges
Kenrick Anderson Georges (ur. 1 maja 1955) – autor hymnu Saint Kitts i Nevis, trębacz.
Georges jest autorem słów i muzyki do O Land of Beauty!, narodowego hymnu Saint Kitts i Nevis. Został on przyjęty po uzyskaniu niepodległości przez Saint Kitts i Nevis (19 września 1983).